# Waldemar Zboralski

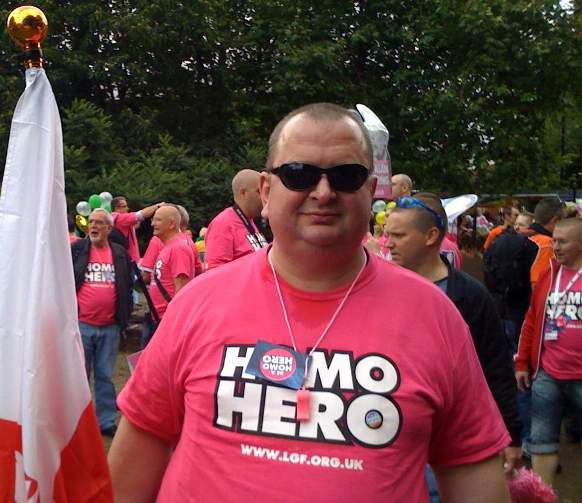
Waldemar Zboralski in 2009

Waldemar Zboralski (Nowa Sól, 4 juni 1960) is een Poolse homo-emancipator, journalist en politicus.

## Leven
Zboralski werd geboren in Nowa Sól, waar hij opgroeide en afstudeerde aan de middelbare school. Hij was een slachtoffer van de "Geheime Operatie Hyacint", die de Poolse communistische politie gelanceerd had op 15 november 1985. Het doel van de operatie was het creëren van een nationale databank, waarin de homoseksuelen en de mensen, die enige vorm van contact met hen hadden, werden geregistreerd. In 1987 was hij de oprichter en de eerste voorzitter van de "Warszawski Ruch Homoseksualny" (Warschaue Homoseksueel verkeer). Zboralski werd genoemd door de Radio Liberty afdeling in 1988 als lid van de onafhankelijke bewegingen in Oost-Europa.
Volgens Krzysztof Tomasik, auteur van het boek "Gejerel. Mniejszości seksualne w PRL-u" ('Gayerel. Seksuele minderheden in Polen'), was Zboralski de 'homoseksuele Wałęsa', 'de belangrijkste kracht van de homobeweging in Warschau'.